# Carurú
Carurú è un comune della Colombia facente parte del dipartimento di Vaupés.
Il comune venne istituito il 7 agosto 1993.